# Pusztai Pál
Pusztai Pál, születési nevén Prokopecz Pál (Budapest, 1919. szeptember 4. – Korčula, 1970. szeptember 10.) magyar grafikus, karikaturista.

## Élete
Prokopecz Pál szabósegéd és Weisz Alojzia Anna (1893–1955) fiaként született. A Magyar Államvasutak tisztviselőjeként dolgozott, ahol balesetelhárítási rajzokat és plakátokat készített. Később áttért a reklámgrafikára. Először 1955-ben láthatta a nyilvánosság karikatúráit, melyen sajátos stílusjegyek voltak megfigyelhetőek. Kedves. világos, érthető és jól komponált rajzstílusa volt. A műfaj egyik legjelentősebb hazai művésze. 1959-től a Ludas Matyi című szatirikus hetilap belső munkatársa volt. Itt jelent meg aktuális katonapolitikai karikatúra sorozata: Iván és Joe címmel. A sorozat két rajzfigurája, a két nagyhatalmat szimbolizáló: szovjet és amerikai katona volt. A korszellemnek megfelelően, kettőjük közül természetesen az előbbi volt a bölcsebb, megfontoltabb. A leghosszabb szériát megélt mini képregényei, az apró jelenetekből álló: Jucika-sorozata. Ennek közkedvelt figurája: Jucika, nagy népszerűségnek örvendett. Koczogh Ákos így írt róla: 

„Jucikának keblei, csípője, affektáltsága rajongása és erkölcsi példázatai vonzóak, s mindezt vonalakkal mondja el, minden  prüdéria nélkül, mindennapi, nagyon is emberi jelenségeket, igényeket megfogalmazva, Kellemes, lágy, vonzó térformákkal, de ellenszenvesen, taszítóan kegyetlen sarkításokkal, amikor az >>ellenségről<<, az >>ellentétről<< beszél, kicsi árnyalásokkal. Mi más ez, mint grafika, mint művészet? Vonalrendszerekkel, nyomatékosan, árnyaltan vagy éppen árnyalatlanul, kereken, lágy ívelésekben, hegyes szögekben kimondani a feloldó és ellentett valóságot.”

 Önálló karikatúraalbumához (1963) Somogyi Pál írt előszót. Karikatúráit nemzetközi kiadványok is közölték, külföldi karikatúrakiállításokon és biennálékon is szerepelt műveivel, melyeket nemzetközileg is elismertek. Külsősként több lap is foglalkoztatta, karikatúráit láthatták többek között a Dolgozók lapja, Ország-világ, Nők Lapja, Képes Magyarország, Füles olvasói is. Grafikusként készített reklám rajzokat, levelezőlapokat, (katonai karikatúra képeslap sorozata, még halála után is évekig forgalomban volt) kártyanaptárakat, tervezett oktató- és moziplakátot is. Szignója: Pusztai

## Könyvei
- Mészáros Ferenc: Félelem nélkül (1956)
- Paprika (London, 1959)
- Fehér Klára: Szerencsés történetek (1960)
- Pusztai Pál rajzai (1963)
- Mikes György: Az oroszlánok négy órakor mennek el hazulról... (1965)
- Vonalparádé (1966)
- Földes György–Pusztai Pál: Ne tessék mérgelődni (1967)
- Tabi László: Tücsök és bogár (1967)
- Tabi László: Csak viccel a bácsi (1968)
- Tabi László: Daliás idők (1969)
- Micsoda város (1998)

## Publikációi
| - Ludas Matyi (1956-1970) - Kirakat (1957-58) - Füles (1957) - Kincses Kalaendárium (1958) - Ország-Világ (1958-1969) - Film Színház Muzsika (1958) - Dolgozók Lapja (1962-1970) - Képes Magyarország (1960-1961) - Csúzli (1960) - 80 Rajzzal a Föld körül (1961) - Balatoni Híradó (1962) - Vidám Annabál (1963) | - Ludas Matyi Magazin (1963-1970) - Nők Lapja (1964) - Vas Népe (1965) - Tavasz Kis Magazin (1966) - Nyári Kis Ludas (1966) - Őszi Kis Ludas (1966) - Krimi Magazin (1966) - Plajbász és Paróka (1966-1968) - Éjféli Tarka Kurir (1967) - Asszonyok Évkönyve (1967)(1969) - Sportoló Kis Ludas (1967) - Nyári Örömök (1968) | - Gépipari Estély (1968) - Zsákbamacska (1968-1970) - Napos Oldal (1968-1970) - BUÉK (1968-1970) - Groteszk (1969) - Képes Sport (1969) - Néplap (1970) - Kisalföld (1970) - Nők Lapja Évkönyv (1970) - Ifjúsági Magazin (1970) - Magyar ifjúság (1970) - Kecskeméti SZÚR (1970) |